# 1914 في مصر
فيما يلي قوائم الأحداث التي وقعت خلال عام 1914 في مصر.

## سياسة

### انتهاء فترة المنصب
- 1 يناير – محمد سعيد باشا رئيس الوزراء المصري.

## مواليد

### يناير
- 1 يناير – جورج حنين كاتب مصري.
- 1 يناير – عطية حمودة ربّاع مصري.
- 20 يناير – أمينة السعيد

### فبراير
- 18 فبراير – محمود ذو الفقار ممثل مصري.
- 21 فبراير – مصطفى أمين صحفي مصري.

### يونيو
- 11 يونيو – هنري بركات مخرج سينمائي مصري.

### أغسطس
- 2 أغسطس – كامل مسعود لاعب كرة قدم مصري.
- 2 أغسطس – مصطفى منصور لاعب كرة قدم مصري.

### سبتمبر
- 13 سبتمبر – هنري كوريل
- 20 سبتمبر – إبراهيم شمس ربّاع مصري.

## وفيات

### يناير
- 1 يناير – أحمد بك الحسيني (مواليد 1854)